# Маслова-Лашанская, Сарра Семёновна
Сарра Семёновна Маслова-Лашанская (14 июня 1916 — 11 сентября 1990, Ленинград) — советский филолог-скандинавист, один из крупнейших в СССР специалистов в области шведского языка.

## Биография
Сарра Семёновна Лашанская родилась 14 июня 1916 года. Её старшая сестра Мария Семёновна Лев (1902—1990) несколько десятков лет работала секретарём деканата филологического факультета ЛГУ.
В 1932 году поступила на немецкое отделение ЛГУ.
Стояла у истоков создания в 1935 году шведского отделения в рамках кафедры германской филологии.
По окончании в 1937 году ЛГУ, поступила в аспирантуру по специальности «Скандинавистика». В том же году начала вести занятия в шведской группе.
Вышла замуж за однокурсника, лингвиста Юрия Сергеевича Маслова (1914—1990). 10 июня 1939 году у пары родился сын — будущий математик Сергей Юрьевич Маслов.
В 1941 году защитила кандидатскую диссертацию на тему «Падежи косвенного объекта в скандинавских языках» под руководством профессора С. Д. Кацнельсона, одну из первых крупных отечественных работ по скандинавистике.
Во время войны — военный переводчик Политуправления штаба Ленинградского фронта. Воинское звание — лейтенант. Награждена орденом Отечественной войны II степени, медалями «За оборону Ленинграда» и «За победу над Германией в Великой Отечественной войне 1941—1945 гг.».
Во время войны вступила во Всесоюзную Коммунистическую партию (большевиков). После войны была членом партбюро факультета.
После войны преподавала теоретические и практические аспекты языка на шведском отделении кафедры германской филологии созданного в 1937 году филологического факультета ЛГУ. В 1958 году по инициативе Михаила Ивановича Стеблин-Каменского создана кафедра скандинавской филологии, отделившаяся от кафедры германских языков. Не получила звания профессора, оставалась доцентом.
Вскоре стала ведущим преподавателем шведского отделения. Ею были разработаны все основные теоретические курсы, которые и сегодня читаются на шведском отделении, создана методика преподавания практического шведского языка.
В 1949 году опубликован выполненный Масловой-Лашанской комментированный перевод труда германиста Элиас Вессена «Скандинавские языки» под редакцией профессора С. Д. Кацнельсона, который сделал краткую историю скандинавских языков доступной широкому кругу специалистов.
В 1953 году опубликовала книгу «Шведский язык, ч. 1» (1953), которая и на сегодняшний день является лучшим отечественным описанием морфологии и синтаксиса шведского языка. В 1973 году опубликовала книгу «Лексикология шведского языка» — на сегодняшний день единственное пособие по шведской лексикологии на русском языке, которое по охвату и глубине не имеет аналогов даже в Швеции. Выступила составителем шведской части «Скандинавской хрестоматии» (1962).
В 1974 году защитила диссертацию «Номинация и полисемия в шведском языке». Получила степень доктора филологических наук.
В соавторстве с Н. Н. Толстой написала «Учебник шведского языка» (1981), вышедший уже несколькими изданиями.
В 1986 году в соавторстве с А. В. Савицкой опубликовала небольшое пособие по истории языка — «Учебные задания по истории шведского языка. Древнешведский период».
Подготовила более 200 специалистов по шведскому языку, под её руководством было написано и защищено 2 кандидатские диссертации (Г. Г. Гальцевой и А. В. Савицкой).
Написала «Краткий грамматический очерк шведского языка» ко второму изданию «Шведско-русского словаря» (1959), составленному Д. Э. Милановой, уже выдержавшему много переизданий.
Маслова-Лашанская принимала активное участие в создании, была вдохновителем, организатором и основным автором единственного существующего на сегодняшний день большого «Русско-шведского словаря» (1976) под редакцией шведского русиста Карин Давидссон, уже выдержавшего много переизданий.
Является автором шведской части словаря «Русские фразеологизмы в картинках» для иностранцев, говорящих на датском, норвежском и шведском языках (в соавторстве с М. И. Дубровиным, Б. С. Жаровым, В. П. Берковым. М., 1988).
В последние годы жизни работала над созданием нового «Шведско-русского словаря», несмотря на тяжелую болезнь и жизненные трудности.
29 июля 1982 года в автомобильной катастрофе погиб её сын, математик Сергей Юрьевич Маслов.
Сарра Семёновна Маслова-Лашанская умерла в ночь на 11 сентября 1990 года, через две недели после смерти мужа, лингвиста Юрия Сергеевича Маслова. Ещё через две недели ушла из жизни Мария Семёновна Лев, старшая сестра Сарры Семёновны, которая жила с семьёй Масловых. Мария Семёновна Лев похоронена на Еврейском кладбище.